# Friedrich von Thelen-Rüden

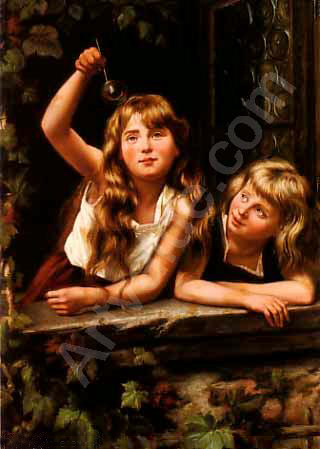
Zwei Mädchen lassen auf einem Balkon Seifenblasen fliegen

Friedrich von Thelen-Rüden (* 28. Februar 1836 in Ljubljana; † 6. August 1900 in Kammer/Attersee) war ein österreichischer Bildnis- und Genremaler sowie Hofschauspieler.

## Leben
Friedrich von Thelen-Rüden studierte Malerei an der Akademie der bildenden Künste Wien bei Karl von Blaas, Carl Wurzinger und Peter Johann Nepomuk Geiger. Er stellte ab 1859 auf zahlreichen Wiener Ausstellungen aus. Ab 1861 wurde er Mitglied des Wiener Künstlerhauses.
Zudem wandte er sich ab 1864 als Schauspieler der Bühne zu. Er trat zunächst in einer jugendlichen Liebhaberrolle im Theater an der Wien auf und debütierte 1871 als Oskar Steinhausen in Hackländers „Der geheime Agent“ am Hofburgtheater. 1890 erhielt er das Dekret als wirklicher Hofschauspieler und feierte 1896 sein 25. Jubiläum. 1899 erkrankte er schwer, 1900 wurde seiner Bitte um Pensionierung stattgegeben.
Friedrich von Thelen-Rüden konnte seinen Ruhestand nicht mehr genießen, er starb am 6. August 1900 nach einem Nervenleiden und einem Schlaganfall in seinem Haus in Kammer am Attersee. Er hinterließ eine Witwe und fünf erwachsene Kinder. Die Trauerfeier fand am 10. August in Wien statt, wo er auf dem Matzleinsdorfer Friedhof bestattet wurde.

## Ehrungen
„Seine k. und k. Apostolische Majestät haben mit Allerhöchster Entschließung vom 30. Mai d. J. dem Hofschauspieler Friedrich von Thelen-Rüden anläßlich der von ihm erbetenen Versetzung in den bleibenden Ruhestand, in Anerkennung seiner vieljährigen pflichtgetreuen Dienstleistung, das goldene Verdienstkreuz mit der Krone huldigreichst zu verleihen geruht.“

## Werke (Auswahl)
- Porträt des Zill Al-Sultan, Qajar Iran, 1883[6]
- Porträt des Schauspielers Adolf Sonnenthal, 1884[7]
- Porträt des Kaisers Franz Joseph I. als Souverän des Ordens vom Goldenen Vlies, 1896[8]